# 미차엘 하비에르 오르테가
미차엘 하비에르 오르테가 디에파(Michael Javier Ortega Dieppa, 1991년 4월 6일 팔마르 데 바렐라 ~)는 콜롬비아의 축구 선수로, 현재 오모니아 소속이다.

## 경력
오르테가는 미드필더로 활약하고 있다. 그는 데포르티보 칼리 유소년팀 출신으로, 이곳에서 프로팀 데뷔를 하였다.
2009년 3월 7일, 그는 시니어팀 데뷔를 하였다. 겨우 17살에 그는 후니오르와의 경기에서 68분 출장하였다.
2009년 8월 4일, 그는 코파 수다메리카나 데뷔전을 치렀다. 그는 클럽 우니버시다드 데 칠레를 상대로 선발로 뛰었다.
2010년 7월 10일, 멕시코의 클루브 아틀라스는 오르테가와 계약하였다.
2011년 1월 13일, 오르테가는 콜롬비아 U-20 국가대표팀과 페루로 이동하여 2011년 남미 U-20 챔피언쉽에 참여하였다. 이 조별경기에서 콜롬비아는 파라과이, 볼리비아, 에콰도르를 상대하였다.
같은 해, 8월 17일, 오르테가는 바이어 04 레버쿠젠과 임대 계약을 맺었다.